# Deshauna Barber
Deshauna Barber, née le 6 décembre 1989 à Columbus dans l'État de la Géorgie, est une militaire américaine, élue Miss USA 2016.

## Biographie
Elle est née d'un père militaire ayant fait sa carrière dans plusieurs États des États-Unis, notamment dans le Minnesota, la Caroline du Nord, le Nebraska, la Virginie et le District de Colombie.
Durant son enfance, Deshauna a beaucoup voyagé en raison du métier de son père.
Diplômée d’un bachelor en science et management obtenu à l'Université de Virginie, elle suit le chemin de son père en s’inscrivant dans l’armée de terre, devenant à l'âge de 17 ans officier de l'United States Army basée à Washington.
Elle se place parmi les demi-finalistes du concours Miss Virginie USA 2010 puis participe à l'élection de Miss Virginie International 2011,, se qualifiant pour représenter les États-Unis à Miss International. Elle est ensuite couronnée Miss District de Columbia USA 2016 le 19 décembre 2015 par la titulaire sortante Lizzy Olsen.
Le 5 juin 2016, Deshauna remporte le concours Miss USA 2016 qui se tenait à Las Vegas, Nevada, battant la première dauphine Chelsea Hardin d'Hawaï. Elle a été couronnée par la Miss USA sortante, Olivia Jordan d'Oklahoma. Elle est ainsi la première Afro-Américaine à remporter le titre Miss USA depuis Crystle Stewart en 2008, ainsi que la première Miss USA à être membre de l'armée au moment de son règne,.
Deshauna représenta les États-Unis au concours de beauté Miss Univers 2016 à Manille, Philippines. Lors du défilé en costume national, elle portait un imposant costume métallique argenté inspiré des costumes de super-héros, censé représenter le "pouvoir des femmes" ("women empowerment"). Toutefois, ses vastes ailes repliables se bloquèrent sur scène et ne se déployèrent jamais malgré les efforts répétés de Deshauna,, qui passa tout son temps devant les photographes à tirer sur les cordes de son costume et à sourire de façon embarrassée, ressemblant finalement davantage à une demoiselle en détresse qu'à une super-héroïne,.
En dépit de ces difficultés, Deshauna se plaça dans le Top 9 du concours Miss Univers 2016. Après avoir terminé son règne en tant que Miss USA, elle couronna Kára McCullough, également originaire du district de Columbia, lors du concours Miss USA 2017, le 14 mai 2017 à Las Vegas,,.
Actuellement, Deshauna Barber exerce la fonction de lieutenant aux commandes de la logistique au 988th Quartermaster Detachment Unit à Fort Meade.